# Truita alpina
La truita alpina (Salvelinus alpinus) és una espècie de truita de riu. Es comercialitza fresca, fumada, en conserva i congelada per a ésser cuinat al forn, al microones, saltat, rostit o fregit.
Viu en zones d'aigües dolces, salobres i marines, de clima temperat (4 °C-16 °C), i a una fondària de 30-70 m.
Les poblacions d'aigua dolça mengen crustacis planctònics, amfípodes, mol·luscs, insectes i peixos.
És parasitat per la tènia.
Pot arribar a viure 40 anys.
És molt sensible a la contaminació de l'aigua.
Els mascles poden assolir 107 cm de longitud total i 15 kg de pes.
Tenen entre 62 i 68 vèrtebres.

## Taxonomia
S'ha postulat la possibilitat de segmentar l'espècie en cinc subespècies: S. a. taranezi (Alaska i oest de Sibèria incloent Kamtxatka), S. a. salvelinus (Amèrica del Nord i nord d'Europa), S. a. alpinus (Europa central), S. a. oquasa (petit grup centrat a Terranova), S. a. erythrinus (nord del Canadà i Sibèria) cosa que sembla estar recolzat en dades morfològiques i moleculars.
La subespècie alpinus habita a Europa (des del nord de l'Atlàntic fins al sud de Noruega, el sud de Groenlàndia i Islàndia. Hi ha poblacions aïllades al nord de Gran Bretanya, Escandinàvia, Finlàndia i els Alps) i a Amèrica (Quebec, Maine i Nou Hampshire).